# Arrondissement de Saint-Germain-en-Laye
L'arrondissement de Saint-Germain-en-Laye est une division administrative française située dans le département des Yvelines, en région Île-de-France.

## L'arrondissement dans le département
L'arrondissement de Saint-Germain-en-Laye est le plus peuplé des Yvelines et l'un des plus peuplés de France. Il constitue 36 % de la population du département (recensement de 2022). La densité de population (1 522,9 hab./km2) est nettement supérieure à la moyenne des Yvelines (643,9 hab./km2) et à la moyenne régionale (1 030,7 hab./km2 en Île-de-France). 
Sa superficie, 350,9 km2, représente 15 % environ de celle du département (2 284,4 km2). 

## Composition

### Composition en 1966
.

### Composition avant 2015
Avant le redécoupage cantonal de 2014, l'arrondissement était composé des cantons suivants :
- Canton d'Andrésy
- Canton de La Celle-Saint-Cloud
- Canton de Chatou
- Canton de Conflans-Sainte-Honorine
- Canton de Houilles
- Canton de Maisons-Laffitte
- Canton de Marly-le-Roi
- Canton du Pecq
- Canton de Poissy-Nord
- Canton de Poissy-Sud
- Canton de Saint-Germain-en-Laye-Nord
- Canton de Saint-Germain-en-Laye-Sud
- Canton de Saint-Nom-la-Bretèche
- Canton de Sartrouville
- Canton de Triel-sur-Seine
- Canton du Vésinet

La nouvelle carte des cantons ne recoupe plus obligatoirement les limites des arrondissements.

### Découpage communal depuis 2015
Depuis 2015, le nombre de communes des arrondissements varie chaque année soit du fait du redécoupage cantonal de 2014 qui a conduit à l'ajustement de périmètres de certains arrondissements, soit à la suite de la création de communes nouvelles. Le nombre de communes de l'arrondissement de Saint-Germain-en-Laye est ainsi de 45 en 2015 et 44 en 2019.
Au 1er janvier 2024, l'arrondissement groupe les 44 communes suivantes :
1. Achères
2. Aigremont
3. Les Alluets-le-Roi
4. Andelu
5. Andrésy
6. Bazemont
7. Carrières-sous-Poissy
8. Carrières-sur-Seine
9. Chambourcy
10. Chanteloup-les-Vignes
11. Chatou
12. Chavenay
13. Conflans-Sainte-Honorine
14. Crespières
15. Croissy-sur-Seine
16. Davron
17. L'Étang-la-Ville
18. Feucherolles
19. Herbeville
20. Houilles
21. Louveciennes
22. Maisons-Laffitte
23. Mareil-Marly
24. Mareil-sur-Mauldre
25. Marly-le-Roi
26. Maule
27. Maurecourt
28. Médan
29. Le Mesnil-le-Roi
30. Montainville
31. Montesson
32. Morainvilliers
33. Orgeval
34. Le Pecq
35. Poissy
36. Le Port-Marly
37. Saint-Germain-en-Laye
38. Saint-Nom-la-Bretèche
39. Sartrouville
40. Triel-sur-Seine
41. Verneuil-sur-Seine
42. Vernouillet
43. Le Vésinet
44. Villennes-sur-Seine

## Démographie
En 2022, l'arrondissement comptait 534 403 habitants.
| 1968    | 1975    | 1982    | 1990    | 1999    | 2006    | 2011    | 2016    | 2021    |
| ------- | ------- | ------- | ------- | ------- | ------- | ------- | ------- | ------- |
| 406 904 | 472 060 | 488 255 | 516 593 | 528 320 | 546 627 | 555 196 | 518 220 | 527 408 |

| 2022    | - | - | - | - | - | - | - | - |
| ------- | - | - | - | - | - | - | - | - |
| 534 403 | - | - | - | - | - | - | - | - |

## Situation
Situé dans le nord-ouest de l'Île-de-France, l'arrondissement de Saint-Germain-en-Laye est limitrophe à l'ouest et au sud des trois autres arrondissements yvelinois (Mantes-la-Jolie, Rambouillet et Versailles). Au nord et à l'est, il jouxte les départements du Val-d'Oise (arrondissements de Pontoise et d'Argenteuil) et des Hauts-de-Seine (arrondissements de Nanterre et de Boulogne-Billancourt).

## Intercommunalité dans l'arrondissement
L'arrondissement de Saint-Germain-en-Laye comprend quatre communautés d'agglomération et une communauté de communes : 
- la communauté d'agglomération Saint-Germain Seine et Forêts (dix communes totalisant 103 874 habitants),
- la communauté d'agglomération de la Boucle de la Seine (sept communes totalisant 170 364 habitants),
- la majeure partie de la communauté d'agglomération des Deux Rives de la Seine (douze communes totalisant 90 800 habitants, sauf Chapet),
- la communauté d'agglomération Poissy-Achères-Conflans (trois communes totalisant 92 850 habitants),
- la communauté de communes Maisons-Mesnil (deux communes totalisant 29 533 habitants).

Il comprend aussi une partie de la communauté d'agglomération Versailles Grand Parc (Bailly, Bougival, La Celle-Saint-Cloud, Noisy-le-Roi et Rennemoulin), de la communauté de communes Gally-Mauldre (Chavenay, Crespières, Davron, Feucherolles et Saint-Nom-la-Bretèche) et de la communauté de communes de l'Ouest Parisien (Villepreux). Maurecourt fait partie de la communauté d'agglomération de Cergy-Pontoise (Val-d'Oise).
Ces intercommunalités regroupent toute la population de l'arrondissement.

## Historique
L'arrondissement de Saint-Germain-en-Laye fut créé le 7 novembre 1962. Il fut rattaché le 1er janvier 1968 au département des Yvelines nouvellement créé.